# Monroeville (Ohio)
Monroeville é uma vila localizada no estado norte-americano de Ohio, no Condado de Huron.

## Demografia
Segundo o censo norte-americano de 2000, a sua população era de 1433 habitantes.
Em 2006, foi estimada uma população de 1381, um decréscimo de 52 (-3.6%).

## Geografia
De acordo com o United States Census Bureau tem uma área de
3,7 km², dos quais 3,7 km² cobertos por terra e 0,0 km² cobertos por água. Monroeville localiza-se a aproximadamente 224 m acima do nível do mar.

## Localidades na vizinhança
O diagrama seguinte representa as localidades num raio de 20 km ao redor de Monroeville.